# Lophopidae
Lophopidae är en familj av insekter. Lophopidae ingår i överfamiljen Fulgoroidea, ordningen halvvingar, klassen egentliga insekter, fylumet leddjur och riket djur. Enligt Catalogue of Life omfattar familjen Lophopidae 137 arter. 

## Bildgalleri

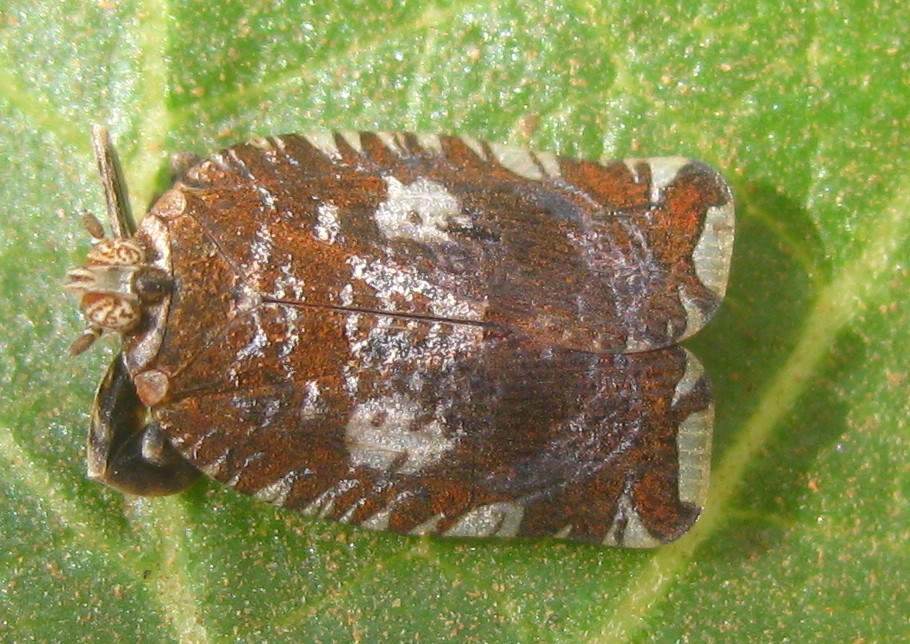
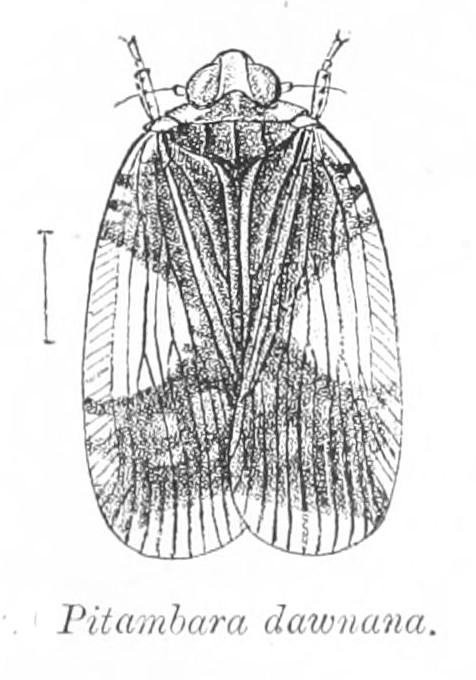
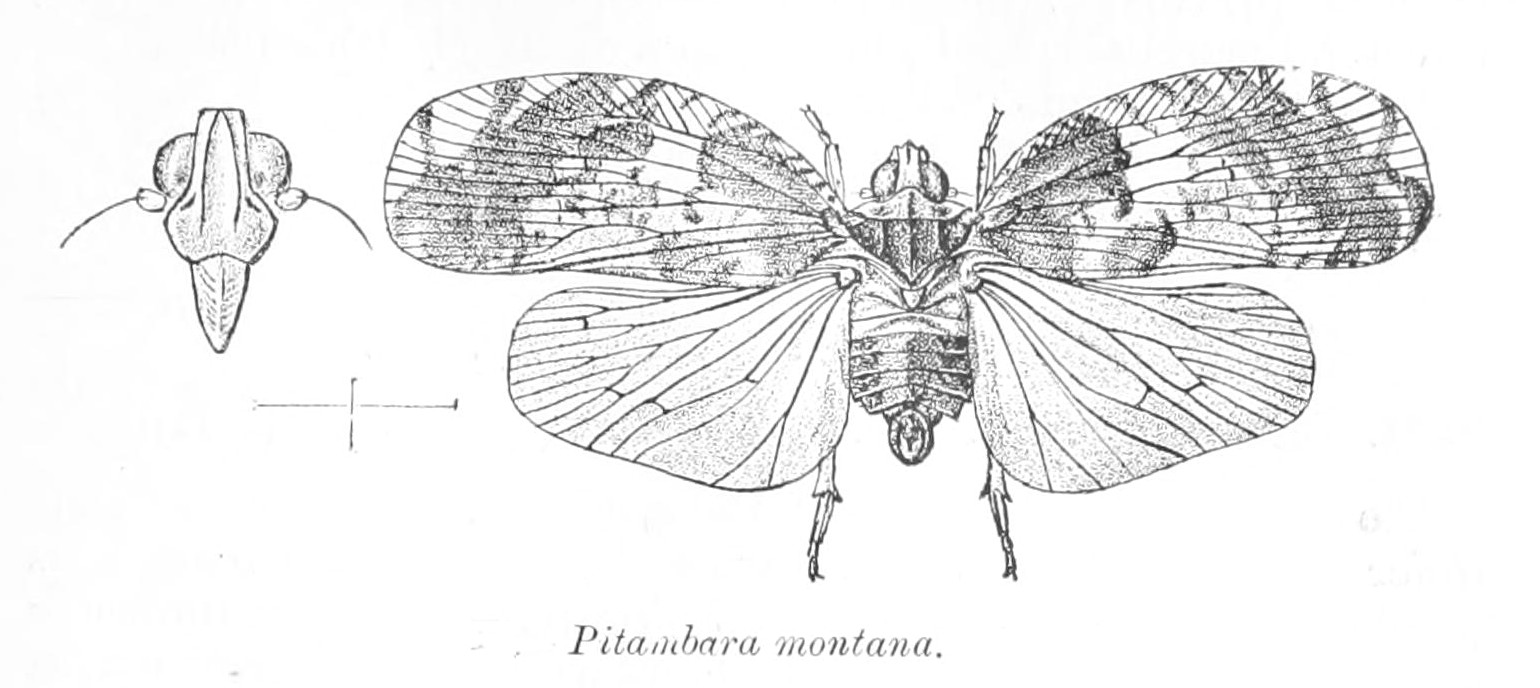

## Dottertaxa till Lophopidae, i alfabetisk ordning[1]
- Acarna
- Acothrura
- Aluma
- Apia
- Asantorga
- Bisma
- Buxtoniella
- Carrionia
- Clonaspe
- Corethrura
- Elasmoscelis
- Epiptyxis
- Hesticus
- Jugoda
- Kasserota
- Katoma
- Lacusa
- Lapithasa
- Lophops
- Maana
- Magia (djur)
- Makota
- Megacarna
- Meloenopia
- Menosca
- Onycta
- Painella
- Paracorethrura
- Pitambara
- Podoschtroumpfa
- Pseudocorethrura
- Pseudotyxis
- Pyrilla
- Ridesa
- Sarebasa
- Serida
- Silvanana
- Virgilia
- Zeleja
- Zophiuma